# Cratere Coughlin
Coughlin è un cratere sulla superficie di Plutone.